# Gruzja na Zimowych Igrzyskach Olimpijskich 1998
Gruzję na Zimowych Igrzyskach Olimpijskich 1998 reprezentowało 4 zawodników. Był to drugi start Gruzji na zimowych igrzyskach olimpijskich.

## Dyscypliny

### Narciarstwo alpejskie

#### Mężczyźni
- Lewan Abramiszwili
  - slalom – nie ukończył

- Zurab Dżidżiszwili
  - supergigant – nie ukończył
  - kombinacja – 14. miejsce

#### Kobiety
- Sopiko Achmeteli
  - slalom – dyskwalifikacja

### Skoki narciarskie

#### Mężczyźni
- Kachaber Cakadze
  - skocznia normalna – 55. miejsce
  - skocznia duża – 59. miejsce